# Éléonore d'Esmier d'Olbreuse
Éléonore Desmier d'Olbreuse (Niort, 3 gennaio 1639 – Castello di Celle, 5 febbraio 1722) fu la moglie di Giorgio Guglielmo, duca di Brunswick-Lüneburg, e nonna di Giorgio II di Gran Bretagna; fu inoltre la bisnonna di Federico il Grande. Fu Contessa di Wilhelmsburg dal 1674 e Duchessa di Brunswick-Lüneburg dal 1676. Il suo nome è un'eredità delle sue antiche origini dell'Europa Orientale, e significa «vera e perpetua bellezza».

## Biografia
Éléonore d'Esmier d'Olbreuse nacque nel castello d'Olbreuse nelle Deux-Sèvres, vicino a Niort, in Francia, in una famiglia ugonotta della bassa nobiltà. I genitori erano Alexandre d'Esmier d'Olbreuse e Jacquette Poussard du Bas-Vandré et de Saint-Marc. Essa si recò alla corte reale a Parigi come dama di compagnia al servizio di Marie de La Tour d'Auvergne, duchessa di Thouars, il cui figlio, nel 1648, aveva sposato Emilia d'Assia-Kassel, figlia a sua volta di Guglielmo V d'Assia-Kassel.
Nell'inverno del 1664 Éléonore accompagnò la Duchessa di Thouars a visitare il figlio a Kassel; qui la bella Éléonore incontrò lo scapolo Giorgio Guglielmo, duca di Brunswick-Lüneburg, che immediatamente se ne innamorò.
Essa divenne quindi la sua amante e ricevette il titolo di Signora di Harburg. Nel 1666 nacque Sofia Dorotea, la loro unica figlia; nel 1674 la bambina venne legittimizzata ed Éléonore venne creata Duchessa di Wilhelmsburg. Due anni più tardi la coppia poté finalmente sposarsi; il loro fu un matrimonio felice.
Nel 1682 Sofia Dorotea, per ragioni dinastiche, sposò il cugino Giorgio Luigi, figlio di Ernesto Augusto, elettore di Hannover, fratello di suo padre Giorgio Guglielmo. Il matrimonio si rivelò un disastro: Sofia venne infine imprigionata dal marito nel castello di Ahlden per il resto della sua vita. Durante gli ultimi anni della sua vita, Éléonore si prese cura della figlia e cercò di ottenerne il rilascio, senza successo.
Éléonore d'Esmier d'Olbreuse morì il 5 febbraio 1722, quasi cieca, nel castello di Celle; menzionò 342 persone nel suo testamento. Essa è sepolta nella Stadtkirche St. Marien  a Celle.

## Discendenza
Éléonore e Giorgio Guglielmo ebbero una figlia:
- Sofia Dorotea (1666-1726), sposò Giorgio I d'Inghilterra.

## Antenati
|                                                   |                                                       |                                                      | Genitori                                   |  |  | Nonni |  |  | Bisnonni                  |  |  | Trisnonni                             |  |
|                                                   |                                                       |                                                      |                                            |  |  |       |  |  | Louis d'Esmier d'Olbreuse |  |  | François d'Esmier, signore d'Olbreuse |  |
|                                                   |                                                       |                                                      |                                            |  |  |       |  |  | Louis d'Esmier d'Olbreuse |  |  | François d'Esmier, signore d'Olbreuse |  |
|                                                   |                                                       | Hélène Dorin de Ligné                                |                                            |  |  |       |  |  | Louis d'Esmier d'Olbreuse |  |  |                                       |  |
| Alexandre d'Esmier, signore d'Olbreuse            |                                                       |                                                      |                                            |  |  |       |  |  | Louis d'Esmier d'Olbreuse |  |  |                                       |  |
|                                                   |                                                       | Jeanne de Mathefelon                                 | Jacques de Mathefelon, signore d'Orfeuille |  |  |       |  |  |                           |  |  |                                       |  |
|                                                   |                                                       | Jeanne de Mathefelon                                 | Jacques de Mathefelon, signore d'Orfeuille |  |  |       |  |  |                           |  |  |                                       |  |
|                                                   |                                                       | Jeanne de Mathefelon                                 | Luce du Courret                            |  |  |       |  |  |                           |  |  |                                       |  |
| Alexandre d'Esmier, signore d'Olbreuse            |                                                       | Jeanne de Mathefelon                                 |                                            |  |  |       |  |  |                           |  |  |                                       |  |
|                                                   |                                                       | Mathieu Baudoin, signore du Peux                     | …                                          |  |  |       |  |  |                           |  |  |                                       |  |
|                                                   |                                                       | Mathieu Baudoin, signore du Peux                     | …                                          |  |  |       |  |  |                           |  |  |                                       |  |
|                                                   |                                                       | Mathieu Baudoin, signore du Peux                     | …                                          |  |  |       |  |  |                           |  |  |                                       |  |
| Marie Baudoin du Peux                             |                                                       | Mathieu Baudoin, signore du Peux                     |                                            |  |  |       |  |  |                           |  |  |                                       |  |
|                                                   |                                                       | Jacquette Tarquois                                   | …                                          |  |  |       |  |  |                           |  |  |                                       |  |
|                                                   |                                                       | Jacquette Tarquois                                   | …                                          |  |  |       |  |  |                           |  |  |                                       |  |
|                                                   |                                                       | Jacquette Tarquois                                   | …                                          |  |  |       |  |  |                           |  |  |                                       |  |
| Éléonore Marie d'Esmier d'Olbreuse                |                                                       | Jacquette Tarquois                                   |                                            |  |  |       |  |  |                           |  |  |                                       |  |
|                                                   | Jean Poussard, signore de Bas-Vandré et de Saint-Marc | René Poussard, signore du Bas-Vandré et de Saint-Mar |                                            |  |  |       |  |  |                           |  |  |                                       |  |
|                                                   | Jean Poussard, signore de Bas-Vandré et de Saint-Marc | René Poussard, signore du Bas-Vandré et de Saint-Mar |                                            |  |  |       |  |  |                           |  |  |                                       |  |
|                                                   | Jean Poussard, signore de Bas-Vandré et de Saint-Marc | Jacqueline de Barbezières                            |                                            |  |  |       |  |  |                           |  |  |                                       |  |
| Joachim Poussard, signore du Bas-Vandré           | Jean Poussard, signore de Bas-Vandré et de Saint-Marc |                                                      |                                            |  |  |       |  |  |                           |  |  |                                       |  |
|                                                   |                                                       | Anne de La Jaille                                    | Simon II de La Jaille                      |  |  |       |  |  |                           |  |  |                                       |  |
|                                                   |                                                       | Anne de La Jaille                                    | Simon II de La Jaille                      |  |  |       |  |  |                           |  |  |                                       |  |
|                                                   |                                                       | Anne de La Jaille                                    | Simone de Mauléon                          |  |  |       |  |  |                           |  |  |                                       |  |
| Jacquette Poussard du Bas-Vandré et de Saint-Marc |                                                       | Anne de La Jaille                                    |                                            |  |  |       |  |  |                           |  |  |                                       |  |
|                                                   |                                                       | Lancelot Gaillard de Saint-Dizant                    | …                                          |  |  |       |  |  |                           |  |  |                                       |  |
|                                                   |                                                       | Lancelot Gaillard de Saint-Dizant                    | …                                          |  |  |       |  |  |                           |  |  |                                       |  |
|                                                   |                                                       | Lancelot Gaillard de Saint-Dizant                    | …                                          |  |  |       |  |  |                           |  |  |                                       |  |
| Suzanne Gaillard de Saint-Dizant                  |                                                       | Lancelot Gaillard de Saint-Dizant                    |                                            |  |  |       |  |  |                           |  |  |                                       |  |
|                                                   |                                                       | Jacquette de L'Isle                                  | …                                          |  |  |       |  |  |                           |  |  |                                       |  |
|                                                   |                                                       | Jacquette de L'Isle                                  | …                                          |  |  |       |  |  |                           |  |  |                                       |  |
|                                                   |                                                       | Jacquette de L'Isle                                  | …                                          |  |  |       |  |  |                           |  |  |                                       |  |
|                                                   |                                                       | Jacquette de L'Isle                                  |                                            |  |  |       |  |  |                           |  |  |                                       |  |